# 暴力革命
暴力革命（ぼうりょくかくめい）とは、武装蜂起(武装闘争)・内戦を起こすなど暴力や武力を使用した革命。また、革命は、国家権力を暴力で粉砕し奪取することにより達成されるとする考え方（暴力革命論）のこと。
対比語は平和革命、無血革命など。

## 概要
歴史的に多くの革命は武力や暴力・戦争などを伴った。著名な例には以下がある。清教徒革命(1642-49年)、アメリカ独立戦争(1775-83年)、フランス革命(1789-95年)、ロシア革命(1905/1917年)、辛亥革命(1911年)、ドイツ革命(1918–19）、トルコ革命(1920-23年)などがある。
バブーフやブオナローティによる陰謀事件、ブランキの秘密結社の武装蜂起などは暴力革命論の先駆けであった。マルクスとエンゲルスは暴力革命論をとり、暴力を新たな社会の生誕を助けるものと考え，暴力による国家解体が新たな生産力水準と生産者の権利の確保につながると主張した。ウラジーミル・レーニンも暴力革命不可避論をとり、ボリシェビキによるロシア革命で暴力革命を実行した。
ソ連崩壊につながる1989年の東欧革命は、ルーマニアとアルバニアを除き、平和的な革命として達成された。

### マルクスとエンゲルス
1848年、マルクスとエンゲルスは共産党宣言で、民主主義政党と協力するが、革命には暴力的転覆（暴力革命）が必要と記載した。
マルクスは『資本論』(1867年)で「暴力は、旧社会が新たな社会をはらんだ時の助産婦である。暴力それ自体が一つの経済的な力である」と述べる。エンゲルスは「反デューリング論」でこれを援用して、実力こそ革命的方法の革命的方法たる所以であるといい、レーニンも引用している。
マルクスは1872年の第一インターナショナルでの「ハーグ大会についての演説」では、国や状況によっては平和革命の可能性があるが、大多数の国々では強力（暴力）が必要と主張した。
マルクスの死後、エンゲルスは1895年に「フランスにおける階級闘争　序文」で、普通選挙による合法的な闘争方法を評価した。

### レーニン
ウラジーミル・レーニンは1902年の『なにをなすべきか?』で、平和革命を認める修正主義を「日和見主義的な経済主義」と批判した。更に1917年の『国家と革命』で、プロレタリア国家のブルジョア国家との交替は、暴力革命なしには不可能と述べた（暴力革命不可避論）。

## 日本

### 日本共産党
日本共産党は1950年（昭和25年）に所感派と国際派に内部分裂したが、両派の暴力革命に関する主張には以下の変遷がある。
第二次世界大戦の敗戦後、主流派（後の所感派）は「米軍解放軍規定・平和革命論」を主張した。しかし 、同年6月に金日成に依頼されて朝鮮戦争を開戦した際、韓国を陥落させる上で、日本共産党のこの路線が邪魔になると判断したヨシフ・スターリンの意向に沿って、各国共産党の情報交換組織である共産党・労働者党情報局（コミンフォルム）『Communist Information Bureau』は日本共産党批判を行った。所感派はこれに反論したが、日本共産党の友好組織である中国共産党の人民日報による批判を受けると主張の転換を行い、ソ連・中共の指示の下で翌1951年（昭和26年）2月に第4回全国協議会を開催して軍事方針を含む行動指針（51年綱領）を採択し、日本国内で武力闘争・暴力革命路線を実施した。
非主流派の国際派は当初は上部組織・国際共産主義運動による「所感派の唱えた米軍解放軍規定・平和革命論」批判に迎合することで、日本における暴力革命を実質支持していたが、徐々に党内主流派である所感派からの左遷・除名処分を受け、所感派の1951年綱領採択後の1951年（昭和26年）にはコミンフォルム・中ソ共産党から所感派こそが正統と認められ、国際派は分派認定された。
しかし、日本共産党は世論の支持を失い、1952年（昭和27年）の衆議院選挙で議員全員が落選する事態を招くと、国際派は所感派への所業を自己批判して1954年（昭和29年）に復党が次第に認められ、更に1956年（昭和31年）の第6回全国協議会（六全協）で所感派・国際派双方が党要職を占める和合体制となり、武装闘争路線の放棄を決議した。日本共産党は以後、「所感派に全責任ある、党には責任が無い」とし、「平和革命必然論（平和革命論）」と「武力革命唯一論（1951年綱領）」の両方を誤りとし、敵の出方論をとることなった。平和革命論の否定と、敵の出方論をとっている事から、日本政府・公安調査庁は日本共産党が暴力革命を放棄していない（敵の出方論）として、破壊活動防止法に基づく調査対象団体とし続けており、日本共産党はこれを批判している。

### 新左翼
1950年代末期から1960年代前半にかけて路線転換した日本共産党を既成左翼と批判した新左翼は、暴力革命による社会主義革命を主張し、学園闘争や安保闘争、成田空港闘争などで急進的な武装闘争を行った。特に共産主義者同盟赤軍派は前段階武装蜂起論を主張して大菩薩峠事件など、連合赤軍は人民戦争理論の影響を受けてあさま山荘事件など、日本赤軍は国際根拠地論を主張して日本赤軍事件を発生させた。また1970年代に東アジア反日武装戦線が反日亡国論やアイヌ革命論などを主張して連続企業爆破事件を発生させた。2000年以降はゲリラ闘争は減少したが、以後も多くの党派は暴力革命を肯定しているが、以下のようにその内容には幅がある。

#### 革共同系
革命的共産主義者同盟（革共同）系党派の主張には以下がある。

#### 共産同系
共産主義者同盟（共産同、ブント）系党派の主張には以下がある。

#### 解放派系
社青同解放派（革労協）系党派の主張には以下がある。

## 批判
ロシア社会革命党員としてロシア革命で活躍した社会学者ピティリム・ソローキンは、レーニンに反対したため弾圧され、1922年にアメリカに亡命したが、その体験から暴力革命やソ連の共産主義には否定的であり、ナチズムと同一水準に論じて批判した。
社会主義者で哲学者のバートランド・ラッセルは、ボルシェヴィキのように、投票で表明された多数尊重の原則を放棄し、暴力的な権力奪取を認めてしまうことは、法の放棄であり、文明が抑制している原始的欲情と利己主義を野放しにすることになるとして、暴力革命に反対する。ラッセルによれば、人類は法の遵守という考えが可能になるために何世紀もの努力を要したが、殺人、強姦、暴力による強盗が普通であるような無法の暴力状態においては、我々が生活するうえで予期している様々な良いことの多くが消滅する。文明はもともと不安定で、解体させることもできるが、文明国は、内戦に代わるものとして、争いを暴力に頼らずに解決する方法として、民主的政府を承認した。だが、ボルシェヴィストは、暴力を避けるどころか、暴力それ自体を喜ばしいものとみなしており、恩恵を与えることより敵を傷つけることに熱心な人からは、善は期待できないとラッセルは批判した。
経済学者ジョン・メイナード・ケインズは、暴力革命だけでなく、あらゆる暴力的な社会変革に反対した
法学者ハンス・ケルゼンも暴力革命を批判し、ボルシェヴィズムにおいては、民主制は厳しく否定され、ソヴェト体制は貴族政体であるとケルゼンはいう。